# FK Kyrgyzaltyn
Der FK Kyrgyzaltyn (kirgisisch ФК Карабалта), bis 2024 als FK Kara-Balta (kirgisisch Кара-Балта Футбол Клубу Qara-Balta Futbol Klubu) bekannt, ist ein 1992 gegründeter kirgisischer Fußballverein aus Karabalta. Aktuell spielt der Verein in der zweiten Liga.

## Namenshistorie
- 1992: Gründung als KVT Khimik Kara-Balta
- 1995: Umbenennung in KVT Dinamo Kara-Balta
- 2001: Umbenennung in FC Bakay Kara-Balta
- 2003: Umbenennung in FC Jayil-Baatyr Kara-Balta
- 2009: Umbenennung in FC Khimik Kara-Balta
- 2015: Umbenennung in FC Kara-Balta
- 2024: Umbenennung in FK Kyrgyzaltyn

## Stadion
Der Verein trägt seine Heimspiele im Stadion Manas in Karabalta aus. Das Stadion hat ein Fassungsvermögen von 4000 Personen.

## Trainerchronik
| Trainer              | von                | bis               |
| -------------------- | ------------------ | ----------------- |
| Wladimir Danilenko   | 1. Januar 2017     | 13. August 2017   |
| Wladimir Danilenko   | 1. Januar 2020     | 31. Dezember 2020 |
| Vladimir Khoroshunov | 1. Januar 2021     | 29. März 2024     |
| Atabek Berdaly uulu  | 29. März 2024      |                   |
| Vladimir Tunkin      | 11. September 2024 |                   |

## Saisonplatzierung
| Saison | Liga     | Level | Platz | Kyrgyzstan Cup    |
| ------ | -------- | ----- | ----- | ----------------- |
| 2016   | Top Liga | 1     | 5.    | Achtelfinale      |
| 2017   | Top Liga | 1     | 6.    | 2. Runde          |
| 2018   | Top Liga | 1     | 7.    | 1. Runde (Zone A) |
| 2019   | Top Liga | 1     | 7.    | Viertelfinale     |
| 2020   | Top Liga | 1     | 7.    | Viertelfinale     |
| 2021   | Top Liga | 1     | 8.    | Viertelfinale     |
| 2022   | Top Liga | 1     | 10.   | Viertelfinale     |
| 2023   | Top Liga | 1     | 10.   | Halbfinale        |
| 2024   | Top Liga | 1     | 10. ▼ | Vorrunde          |